# Euseius facundus
Euseius facundus är en spindeldjursart som först beskrevs av Muhammad Sharif Khan och Mohammad Nazeer Chaudhri 1969.  Euseius facundus ingår i släktet Euseius och familjen Phytoseiidae. Inga underarter finns listade i Catalogue of Life.